# Konstantin Bieskow

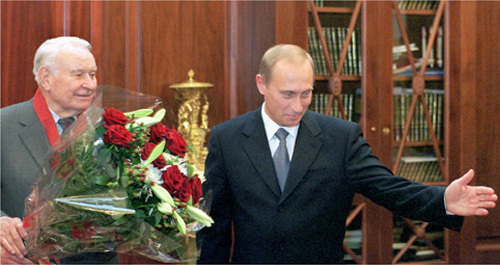
Spotkanie Konstantina Bieskowa z Władimirem Putinem (2000)

Konstantin Iwanowicz Bieskow (ros. Константин Иванович Бесков, ur. 18 listopada 1920 w Moskwie, zm. 6 maja 2006 w Moskwie) – rosyjski piłkarz i trener piłkarski, zawodnik i selekcjoner reprezentacji Związku Radzieckiego.

## Kariera piłkarska
Występował na pozycji napastnika. Karierę piłkarską zaczął jako nastolatek od występów w drużynach dziecięcych i młodzieżowych. W 1937 był zawodnikiem zespołu Sierp i Mołot Moskwa, a następnie klubu Metallurg Moskwa, występującego w radzieckiej ekstraklasie. W 1940 odbył służbę wojskową w oddziałach ochrony pogranicza. Wkrótce został graczem Dynama Moskwa, jednak na przeszkodzie w kontynuowaniu kariery zawodniczej stanął wybuch wojny między Związkiem Radzieckim a Niemcami w czerwcu 1941. Bieskow został wcielony do oddziałów podlegających NKWD. Początkowo odbywał służbę patrolową w Moskwie, a następnie służył w jednostkach specjalnych OMSBON. Do gry w piłkę powrócił jako zawodnik Dynama w 1944. Przez następne lata był jednym z najlepszych piłkarzy drużyny moskiewskiej. W rozgrywkach ligowych ZSRR rozegrał 231 meczów zdobywając 104 bramki. Trzy razy zdobył mistrzostwo kraju (1945, 1949 i 1954). W 1953 wywalczył z kolegami Puchar Związku Radzieckiego. Dzięki udanym występom w klubie trafił do reaktywowanej reprezentacji Związku Radzieckiego, w której wystąpił w dwóch meczach na Igrzyskach Olimpijskich w Helsinkach w 1952. Karierę piłkarską zakończył w 1954.
- 1937-37 –  Sierp i Mołot Moskwa
- 1938-40 –  Metallurg Moskwa
- 1941-54 –  Dinamo Moskwa

## Kariera trenerska
Po zakończeniu kariery sportowej przez ponad 40 lat zajmował się pracą trenerską. Na początku pracował jako członek sztabu szkoleniowego radzieckiej reprezentacji. Od 1956 był szkoleniowcem drużyn klubowych. Większość swej kariery trenerskiej spędził prowadząc drużyny z Moskwy: Torpedo, CSKA, Lokomotiw, Dynamo, Spartak oraz Asmarał. Większość prowadzonych przez niego drużyn zaliczała się do ligowej czołówki. Największe sukcesy w piłce klubowej odniósł pracując w Dynamie i Spartaku. Drużynę Dynama objął w 1967 i prowadził ją przez 6 sezonów, dwukrotnie zdobywając z nią wicemistrzostwo ZSRR w 1967 i 1970 oraz także dwukrotnie, w tych samych latach, Puchar ZSRR. W sezonie 1971-1972 doprowadził Dynamo do finału Pucharu Zdobywców Pucharu. Ponad 11 lat przepracował w Spartaku. Karierę w tej drużynie rozpoczął od wywalczenia awansu do ekstraklasy. Przez 9 sezonów z rzędu prowadzona przez niego drużyna zajmowała miejsca w pierwszej trójce ligi: dwukrotnie pierwsze (w 1979 i 1987), pięciokrotnie drugie i dwukrotnie trzecie. W latach 1988–1991 był wiceprezesem Federacji Piłki Nożnej ZSRR, po czym powrócił do pracy trenera. W lidze rosyjskiej prowadził Asmarał, a karierę trenerską kończył w Dynamie, z którym w 1995 zdobył Puchar Rosji.
Trzykrotnie powierzano mu prowadzenie reprezentacji Związku Radzieckiego. W 1964 doprowadził ją do finału Mistrzostw Europy, w którym przegrała z Hiszpanią. Za porażkę z frankistami został z inspiracji Nikity Chruszczowa odsunięty od stanowiska. Po raz drugi prowadził reprezentację w połowie lat siedemdziesiątych. Z drużyną olimpijską awansował do finałów Igrzysk w Montrealu, gdzie drużynę przejął jednak Walery Łobanowski. Trzeci raz był selekcjonerem w latach 1979-1982. Wywalczył wówczas awans do mistrzostw świata w Hiszpanii, gdzie Sborna przeszła do drugiej rundy. Po zakończeniu turnieju stracił stanowisko na rzecz Łobanowskiego.
Przez krótki czas pracował również jako dziennikarz: w latach 1962-1963 pełnił obowiązki redaktora naczelnego programów sportowych w radzieckiej telewizji. Cieszył się wielkim szacunkiem i zaufaniem ludzi sportu i kibiców. Wielokrotnie był nagradzany i odznaczany. Uważany jest za jednego z najwybitniejszych szkoleniowców w historii radzieckiego i rosyjskiego futbolu.
- 1954-55 –  reprezentacja Związku Radzieckiego, drugi trener
- 1956-56 –  Torpedo Moskwa
- 1957-60 –  młodzieżowa reprezentacja Związku Radzieckiego
- 1957-60 –  młodzieżowa szkoła piłkarska w Moskwie
- 1961-62 –  CSKA Moskwa
- 1963-64 –  reprezentacja Związku Radzieckiego
- 1964-65 –  Zoria Ługańsk
- 1966-66 –  Lokomotiw Moskwa
- 1967-72 –  Dinamo Moskwa
- 1974-75 –  reprezentacja Związku Radzieckiego
- 1977-88 –  Spartak Moskwa
- 1979-82 –  reprezentacja Związku Radzieckiego
- 1991-92 –  Asmarał Moskwa
- 1994-95 –  Dinamo Moskwa

Został odznaczony m.in. Orderem „Za zasługi dla Ojczyzny” II i III klasy, Orderem Lenina, Orderem Przyjaźni Narodów, Orderem Wojny Ojczyźnianej II klasy oraz dwukrotnie Orderem „Znak Honoru”.